# (55875) Hirohatagaoka
(55875) Hirohatagaoka (1997 VH) – planetoida z pasa głównego asteroid okrążająca Słońce w ciągu 4,2 lat w średniej odległości 2,6 j.a. Odkryta 1 listopada 1997 roku.